# Derribamiento del Lynx del Ejercito Britanico de 1994
El 19 de marzo de 1994, un helicóptero Lynx del ejército británico fue derribado por el Ejército Republicano Irlandés Provisional (IRA) en Irlanda del Norte . Una unidad de la Brigada South Armagh IRA disparó un pesado mortero improvisado contra la base del ejército británico en Crossmaglen, condado de Armagh . El proyectil de mortero alcanzó y derribó el helicóptero, número de serie ZD275, mientras se encontraba sobrevolando el helipuerto. Tres soldados británicos y un miembro de la Royal Ulster Constabulary (RUC) resultaron heridos.

## Trasfondo
Desde la década de 1970, el IRA desarrolló una serie de morteros caseros . El objetivo era producir dispositivos para ser utilizados como armas de "distanciamiento", capaces de ser lanzados desde distancias seguras sobre puestos de avanzada policiales o militares y fáciles de ocultar en terreno muerto. El desarrollo por parte de los provisorios del mortero de lanzamiento múltiple Mark 10 llevó a la Brigada IRA South Armagh a concebir la idea de usar este tipo de arma para atacar helicópteros mientras se cernían sobre las bases fronterizas. El 22 de junio de 1983, el IRA intentó derribar un helicóptero Wessex con una batería de morteros improvisados Mark 10 sobre Crossmaglen, condado de Armagh. El piloto se vio obligado a realizar una maniobra evasiva, dejando caer la carga del helicóptero en la calle de abajo. Cuatro morteros no explotaron y el resto aterrizó en las proximidades de la base, causando algunos daños e hiriendo levemente a un soldado británico. Una investigación posterior descubrió que si la placa base del mortero se hubiera alineado de "cinco a diez grados" de manera diferente, los proyectiles probablemente habrían golpeado el helicóptero.
Los diferentes diseños de morteros improvisados evolucionaron en 1992 hasta convertirse en el mortero Mark 15, ampliamente conocido como el "barrack buster" ("destructor de cuarteles"). La granada de mortero consistía en un cilindro metálico de propano de un metro de largo con un diámetro de 36 cm que contenía alrededor de 70 kg de explosivos caseros y con un alcance entre 75 y 275 m. El cilindro era una adaptación de un cilindro de gas comercial 'Kosangas' para calefacción y cocinar utilizado en áreas rurales de Irlanda. El primer uso del "barrack buster" tuvo lugar el 7 de diciembre de 1992 contra una base conjunta de la RUC y el ejército británico en Ballygawley, condado de Tyrone . El 11 de junio de 1993, hubo un intento anterior del IRA para derribar un helicóptero Puma que despegaba de la base de Crossmaglen con un mortero Mark 15. El destructor de cuarteles, disparado desde la parte trasera de la camioneta de reparto de un panadero local, explotó en el helipuerto poco después de que el piloto lograra despegar. Dos helicópteros Lynx que escoltaban al Puma no pudieron evitar el ataque. La acción del IRA se llevó a cabo coincidiendo con una visita de un día a Irlanda del Norte de la reina Isabel .

## El ataque

Mortero Barrack Buster del IRA mostrando la placa base y los cables detonadores

En la noche del 19 de marzo de 1994, un helicóptero Lynx, número de serie ZD275, estaba aterrizando en la gran base del ejército británico en Crossmaglen . Mientras tanto, una unidad del IRA había montado un mortero Mark 15 en un tractor, oculto detrás de pacas de heno. El tractor estaba estacionado 150 yardas (137,2 m) del objetivo previsto, en terreno baldío. A las 20:27, hubo un apagón repentino en la plaza de Crossmaglen y, al mismo tiempo, se arrojó un solo proyectil de mortero al cuartel. El IRA había utilizado la red eléctrica para colapsar el circuito del paquete de disparo, desconectando el suministro de energía de la calle y permitiendo que la propia batería del mortero disparara el lanzador. Cuando el Lynx volaba a 100 pies (30,5 m) sobre el helipuerto, el proyectil de mortero alcanzó a la aeronave en la botavara de cola, que se separó del fuselaje. La máquina se salió de control, pero el piloto pudo hacer un aterrizaje forzoso del Lynx dentro de la base. Una patrulla de la Guardia de Granaderos vio la enorme bola de fuego naranja resultante desde una milla de distancia. Tres miembros de la tripulación lograron salir con heridas leves, pero un miembro de la Royal Ulster Constabulary quedó atrapado dentro de los restos en llamas. El agente fue rescatado justo antes de que los tanques de combustible y las municiones comenzaran a explotar.
El autor Toby Harnden describió el incidente como la operación del IRA más exitosa contra un helicóptero en el transcurso de los disturbios .

## Secuelas
Después del incidente, el IRA y el Sinn Féin fueron criticados por el diputado socialdemócrata y laborista por la zona Seamus Mallon, quien dijo:

Dios sabe cuántas personas podrían haber muerto. Cuando te das cuenta de que este mortero fue arrojado sobre varias casas, te das cuenta de la enormidad del peligro al que se enfrentaban tantas personas. Una vez más, tienes al Sinn Féin hablando de paz por la mañana y llevando a cabo estos ataques asesinos a través del IRA por la noche.

John Fee, un concejal local del SDLP que describió el ataque como "un acto de locura", fue posteriormente golpeado brutalmente por tres hombres, uno de ellos encapuchado y vestido con ropa de estilo militar, frente a su casa. El IRA negó la responsabilidad. Fee ingresó en el hospital con piernas rotas, costillas rotas y lesiones en la cabeza.
El cabo Robert Tomlinson de la Real Policía Militar recibió el Elogio de la Reina por Servicio Valioso por su participación en ayudar al policía herido y organizar su evacuación médica .
El cabo Wayne Cuckson de las Royal Logistic Corps recibió la Medalla a la Valentía de la Reina por sacar al policía herido del avión accidentado. Cuckson, que alcanzó el rango de Suboficial Clase Dos, murió el 6 de abril de 2011 en un accidente mientras conducía su motocicleta entre Abingdon y Oxford .
Hubo un segundo ataque con morteros contra un helicóptero militar británico el 12 de julio de 1994, en Newtownhamilton, cuando un Puma de la RAF que transportaba a 11 soldados y un agente de la RUC se estrelló contra un campo de fútbol después de ser alcanzado por la metralla en la cola de un casi accidente por otro mortero Mark 15 lanzado desde un tractor. El helicóptero despegaba de la base militar local. No se reportaron heridos graves. El Puma, número de serie XW225, sufrió daños de Categoría 3 o Categoría 4 según la escala de la RAF. Tras volver a entrar en servicio, la máquina fue dada de baja definitivamente y desguazada tras sufrir otro aterrizaje forzoso en Alemania el 15 de febrero de 1997.
El derribo de dos helicópteros por fuego de mortero, junto con la creciente actividad de francotiradores del IRA, supuso un golpe moral y militar para las fuerzas británicas en el sur del condado de Armagh.